# Болотные и заболоченные леса умеренного пояса

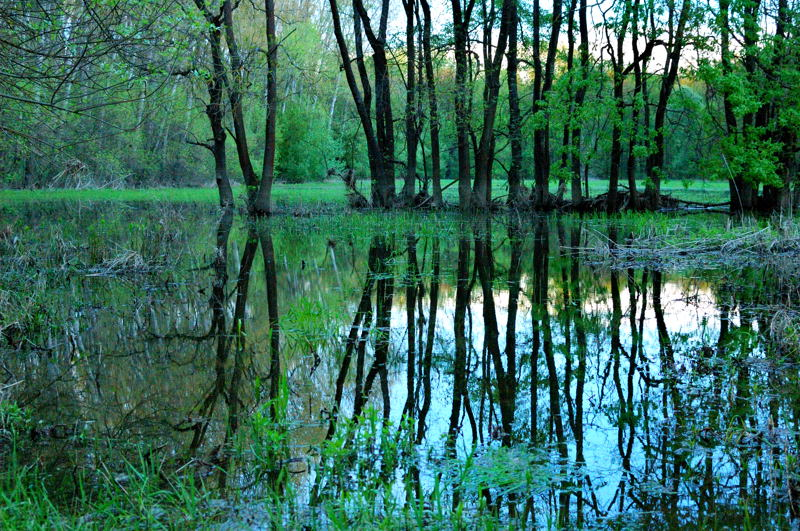
Моравский затопленный лес

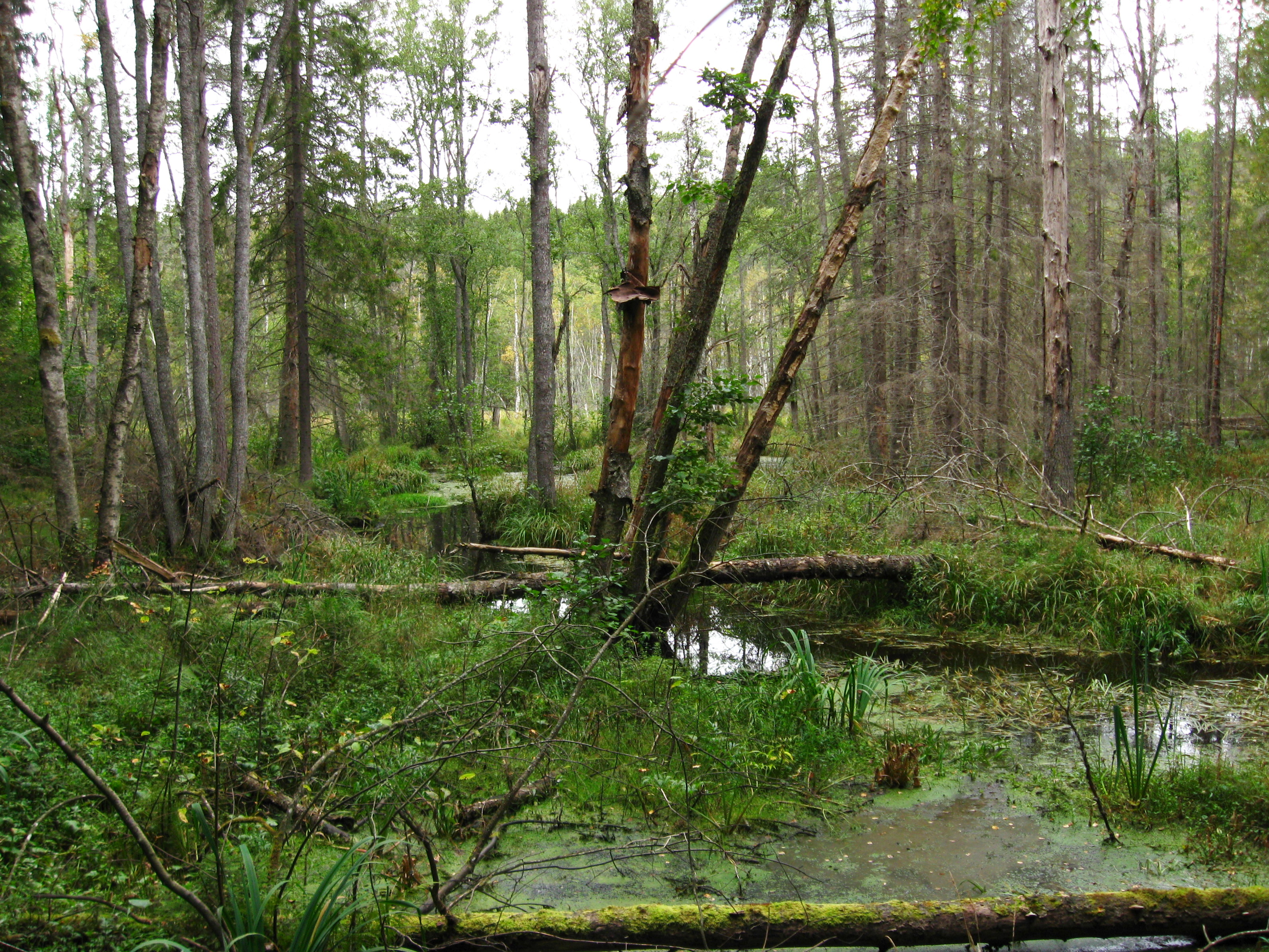
Болотистый лес под Стокгольмом

Боло́тные и заболо́ченные леса́, или, в соответствии с классификацией, предложенной ЮНЕП (UNEP-WCMC system), используемой в международных организациях, — уме́ренные и се́верные леса пресново́дных боло́т — леса, произрастающие на болотах в областях с умеренным и холодным климатом. Для них характерны болотные почвы. При этом различают:
- Болотные леса — у которых корневая система деревьев целиком находится в торфе,
- Заболоченные леса — у которых корневая система деревьев сохраняет связь с подстилающим болото слоем.

Леса на болотах произрастают только в определённые периоды процесса образования болот, а именно в то время, когда избыток почвенной влаги поддерживается сравнительно умеренным или переменным. На возникновение и исчезновение болотного леса, а также на его продуктивность влияют как изменение химизма воды, так и изменениям климатических и гидрологических условий.
Для умеренных и северных болотных лесов характерно наличие двух-трёх лесообразующих пород, основными являются ель обыкновенная, ольха чёрная, берёза пушистая, сосна обыкновенная. Характерными особенностями болотных и заболоченных лесов являются:
- малая полнота (0,4—0,6);
- разновозрастность;
- невысокая продуктивность (класс бонитета IV—Vа), которая вызвана плохой аэрацией почвы.

Осушение болот может в несколько раз увеличить их продуктивность, вплоть до максимально возможного в данной местности уровня.

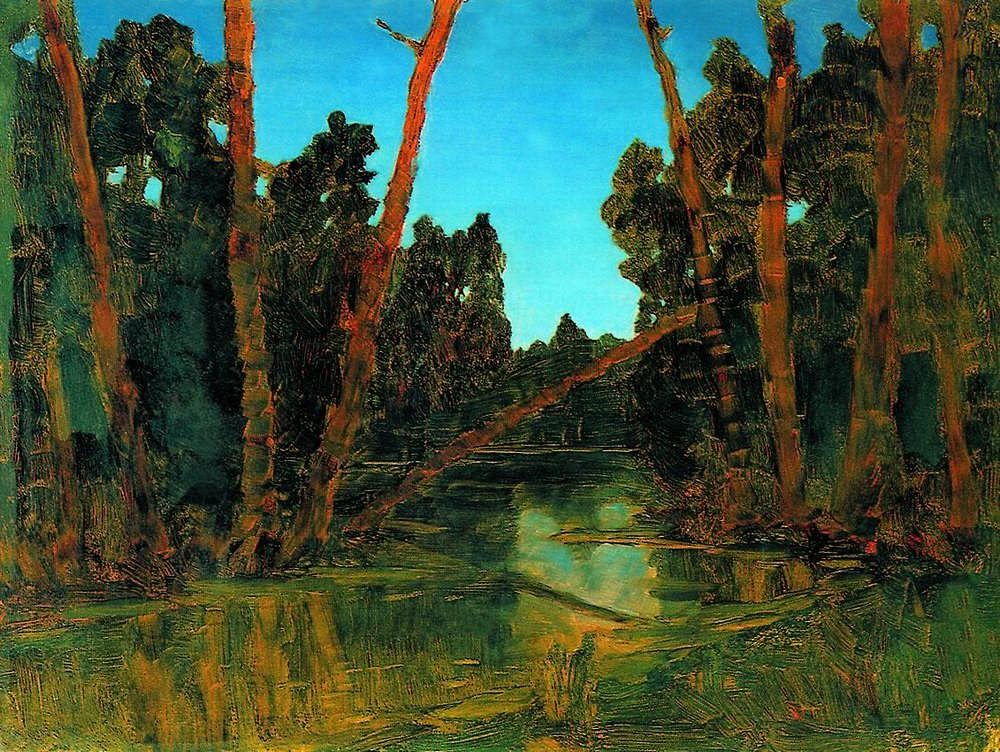
Картина А. И. Куинджи «Лесное болото»

## Классификация
В зависимости от типа водно-минерального питания различают следующие экологические ряды:
- эвтрофный (грунтовой), почвы торфянисто-перегнойные и торфяные,
- мезотрофный (атмосферно-грунтовой), почвы торфянисто-глеевые, торфянисто-подзолисто-глеевые и торфяные,
- олиготрофный (атмосферный), почвы торфянисто-подзолистые глееватые и торфяные почвы верхового типа.

Далее эти леса, в зависимости от лесообразующих пород, подразделяют на группы типов леса (черноольховые, еловые, сосновые и другие), а группы типов леса — на конкретные типы леса.

## Основные группы типов леса

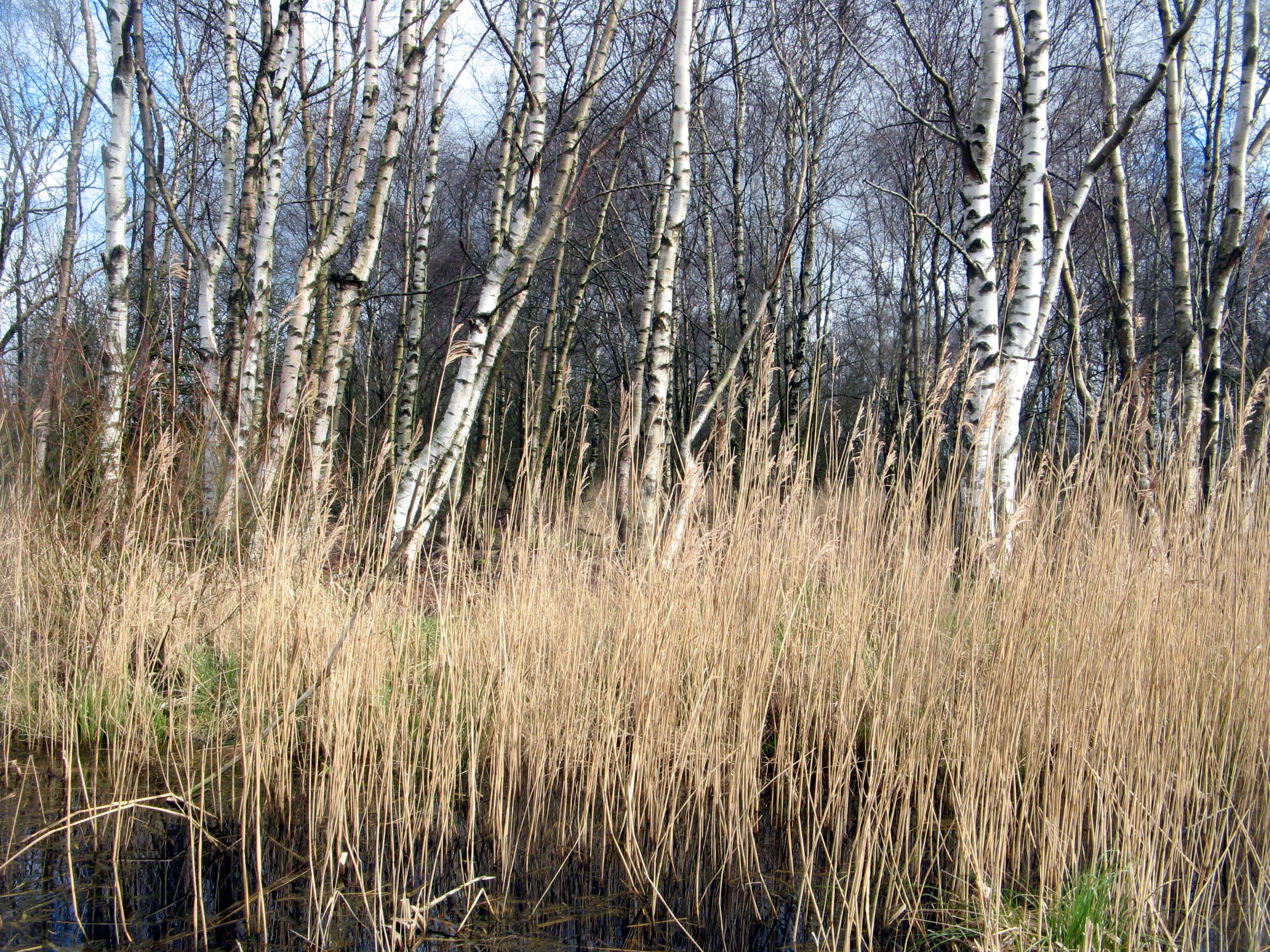
Березняк на болоте

Черноольховые леса распространены на болотах в центральной и северо-западной частях России, в Белоруссии, в Прибалтике, на Украине, на Урале, занимая при этом лучшие места на болотах. Местообитания с проточным умеренно-избыточным увлажнением для ольхи чёрной являются наилучшими, при осушении болот с лесами более продуктивных типов (кисличный, снытевый, крапивный, кочедыжниковый, касатиковый) их продуктивность может снизиться. Наиболее распространёнными типами леса являются ольшаник таволговый, осоково-болотно-папоротниковый, ивняковый.
Еловые болотные и заболоченные леса произрастают в менее увлажнённых местах, чем чёрноольховные, нередки насаждения с присутствием ольхи, берёзы и сосны. На эвтрофных болотах они образуют коренные типы леса — ельник зеленомошно-травяной, болотно-травяной, сфагново-травяной. На мезотрофных болотах еловые леса менее распространены, и их производительность здесь крайне низка, полог леса разрежен. Берёза и сосна менее требовательны к питанию, поэтому здесь они вытесняют ель. Наиболее распространёнными типами леса являются ельник долгомошный, сфагновый, осоково-сфагновый, кустарниково-сфагновый.
Берёзовые леса на болотных почвах, как правило, являются вторичными в условиях произрастания ольшаников и ельников, поэтому они распространены наиболее широко, хотя достаточно часто встречаются коренные насаждения на мезотрофных и эвтрофных болотах. Наиболее распространёнными типами леса являются березняк кочкарно-осоковый, болотно-травяной, долгомошный, осоково-сфагновый.
Сосновые леса наиболее распространены среди болотных и заболоченных лесов, для олиготрофных и мезотрофных они являются типичными, также встречаются и на эвтрофных болотах. Существование на эвтрофных болотах коренных сосняков, достигающих возраста 200 и более лет, предположительно объясняют периодическими пожарами, которые уничтожают ель во второстепенных ярусах, что задерживает смену пород. Осушение болот в этих случаях ускоряет смену древесных пород. Нередки насаждения с присутствием ели, берёзы, реже ольхи чёрной. Наиболее распространёнными типами леса являются сосняк долгомошный, кустарниково-сфагновый, пушицево-сфагновый — для олиготрофных болот; сосняк осоково-сфагновый — для мезотрофных болот; сосняк осоково-тростниковый, болотно-травяной, сфагново-травяной — для эвтрофных болот.